# René Boudet (homme politique, 1901-1964)
Pour les articles homonymes, voir René Boudet et Boudet.
René Boudet, né le 29 décembre 1901 et mort le 21 novembre 1964, est un homme politique français.

## Détail des fonctions et des mandats
Mandat parlementaire
- 11 juillet 1958 - 26 avril 1959 : Sénateur de Seine-et-Oise